# Jean-Baptiste Liégeard
Pour les articles homonymes, voir Liégeard.
Jean-Baptiste Liégeard (Dijon, 24 avril 1800 – Dijon, 9 novembre 1887) est un avocat et homme politique français.
Maire de Dijon (Côte-d'Or) de 1863 à 1865, il est le père de Stéphen Liégeard, également homme politique mais aussi homme de lettres.

## Biographie

### Origines familiales et formation
Il est issu d'une vieille famille installée à Dijon depuis le Moyen Âge. Plusieurs de ses ancêtres, Jehan et Thiebault Liegeart, sont inhumés à l'église Saint-Jean de Dijon, qui renferme leur dalle funéraire . Les Liégeard ont compté plusieurs orfèvres et des individus ayant adhéré au bonapartisme : un oncle de Jean-Baptiste Liégeard, son homonyme Jean-Baptiste Liégeard (1770-1834), fut colonel et baron de l'Empire. Jean-Baptiste Liégeard naît à Dijon, dans l'actuelle rue de la Liberté, au domicile de ses parents, Étienne Liégeard, orfèvre, et Sébastienne Louise Ledeuil. En 1804, son père achète un terrain portant d'anciennes constructions des Chartreux à Brochon (Côte-d'Or) ; il est ensuite maire de ce village. 
Jean-Baptiste Liégeard fait à Dijon des études de droit, à l'issue desquelles il devient avocat. Il se marie à Dijon le 4 janvier 1829 avec Catherine-Émilie Vallot. Le couple a un fils, Stéphen Liégeard, né le 29 mars 1830 hôtel Aubriot, 40 rue des Forges à Dijon, alors propriété familiale. En 1841, Jean-Baptiste Liégeard étend le domaine de Brochon, dont il a hérité, par l'ajout d'autres terrains. Il découvre la vie politique en suivant les pas paternels : il est conseiller municipal de Brochon de 1843 à 1848. En 1839, Jean-Baptiste Liégeard achète à Dijon un vaste hôtel particulier, l'hôtel Legouz de Gerland, où il s'installe en 1842.

### Maire de Dijon
Appartenant à une famille bonapartiste, peu favorable à la royauté, Jean-Baptiste Liégeard salue l'avènement du Second Empire, en 1852. Ce nouveau régime lui permet une certaine ascension dans le monde politique local. De 1851 à 1865, il siège quatorze années consécutives au conseil de la ville de Dijon, échappant aux fréquentes disgrâces émanant du pouvoir de tutelle. En octobre 1863, âgé de 52 ans, il devient maire de Dijon et succède à Théodore Vernier, en poste depuis 1856. Face à une opposition qui se réveille, notamment localement avec l'élection du député républicain Joseph Magnin, ami de Liégeard, le pouvoir en place pense ainsi conserver la main. L'époque est à l'ouverture : en 1864, une loi instaure même le droit d'organisation des ouvriers.
Liégeard fait montre d'un ton nouveau. Dans son discours d'investiture d'octobre 1863, il déclare : « J'espère continuer l'œuvre de mon regrettable prédécesseur avec lequel je n'ai de commun qu'un dévouement sans borne aux intérêts de notre bonne cité  ». La ville est moins docile face à l'autorité préfectorale : empressement moindre à organiser fêtes et cérémonies officielles, refus de certaines prises en charge financières (manifestations, aides aux églises...), différends sur la conduite des affaires de police ou sur la gestion de la caserne de pompiers, etc. Il faut dire que les financements publics (octrois, aides gouvernementales) sont réduits. Un emprunt d'un million de francs est lancé pour réaliser certains travaux. Finalement, les deux budgets présentés par Jean-Baptiste Liégeard sont excédentaires.
Les élections de juillet 1865 bouleversent le conseil municipal : la quasi-totalité de celui-ci est renouvelé. Face au succès des républicains, Jean-Baptiste Liégeard démissionne. Son successeur, Antoine Joliet, rend hommage « au désintéressement, à la droiture et à l'aménité de M. Liégeard qui mérite l'estime de tous ses concitoyens [...] qui n'a pas hésité à se démettre de cette magistrature par respect pour le suffrage universel .» Il reçoit la Légion d'honneur en 1868. Retiré de la vie politique, il voit son fils, Stéphen, connaître une certaine notoriété, politique comme littéraire. Il meurt en 1887 à son domicile 21 rue Vauban, à Dijon, cinq ans après sa femme, Catherine-Émilie Vallot, décédée le 7 décembre 1882.
Une rue de Dijon passant le long de la façade arrière de l'hôtel Legouz de Gerland est nommée en 1901 rue Jean-Baptiste Liégeard.

## Principales réalisations de la municipalité Liégeard (1863-1865)
- Élargissement des rues Lamonnoye et Piron
- Construction de l'aqueduc du quartier Saint-Nicolas
- Acquisitions de nouvelles sources d'eau potable
- Aménagement d'une aile du palais des ducs et des États de Bourgogne (affecté au musée des beaux-arts de Dijon)
- Agrandissement de la gare
- Aide à l'éducation et à l'instruction publique